# بيئة داخلية
البيئة الداخلية مفهوم طوره كلود برنارد، وهو عالم فيزيولوجيا فرنسي من القرن التاسع عشر، لوصف السائل الخلالي وقدرته الفيزيولوجية على ضمان الاستقرار الواقي لأنسجة الكائنات الحية متعددة الخلايا وأعضائها.

## التسمية
استخدم كلود برنارد العبارة الفرنسية milieu intérieur (البيئة الداخلية) في الكثير من أعماله من عام 1854 حتى وفاته في عام 1878. من المرجح أنه تبناها من عالم الأنسجة تشارلز روبن، الذي استخدم عبارة «milieu de l'intérieur» باعتبارها مرادفًا لفكرة أبقراط القديمة عن الأخلاط. كان برنارد مهتمًا في البداية بدور الدم فقط ولكنه اهتم لاحقًا بدور سوائل الجسم كلها في ضمان الاستقرار الداخلي. ولخص فكرته على النحو التالي:
«يفترض ثبات الوسط إتقان الكائن الحي إذ تُعوض التغيرات الخارجية في كل لحظة وتُوازن.... جميع الآليات الحيوية، مهما كانت متنوعة، لها دائمًا هدف واحد، الحفاظ على تجانس ظروف الحياة في البيئة الداخلية. استقرار البيئة الداخلية شرط الحياة الحرة والمستقلة».
دُعمت أعمال برنارد فيما يتعلق ببيئة التنظيم الداخلية بأعمال مزامنة في ألمانيا. ركز رودولف فيرشو على الخلية، بينما واصل آخرون، مثل كارل فون روكيتانسكي (1804-1878) دراسة علم الأمراض الخلطي وخاصة مسألة الدوران في الأوعية الدقيقة. اقترح فون روكيتانسكي أن المرض ينشأ من تلف الدوران في الأوعية الدقيقة أو نظام الاتصال الداخلي. طور هانز إبنجر جونيور (1879-1946)، أستاذ الطب الباطني في فيينا، وجهة نظر فون روكيتانسكي وأظهر أن كل خلية تتطلب بيئة مناسبة أطلق عليها اسم المادة القاعدية لنجاح دوران الأوعية الدقيقة. واصل العلماء الألمان في القرن العشرين هذا العمل ومنهم ألفريد بيشينجر (1899-1982) الذي حدد الروابط بين المادة القاعدية أو المطرق خارج الخلية والجهاز العصبي الهرموني والذاتي ورأى فيها نظامًا معقدًا من التنظيم الجسدي والأداء الخلوي، أطلق عليه اسم التنظيم القاعدي.

## التاريخ
ابتكر برنارد مفهومه لاستبدال الفكرة القديمة عن وجود قوى الحياة بفكرة عملية ميكانيكية تُنظم فيها فيزيولوجيا الجسم من خلال تفاعلات متعددة ميكانيكية تحقق التوازن. افتقرت فكرة والتر كانون اللاحقة عن التوازن (رغم أنها ميكانيكية أيضًا) إلى هذا الاهتمام، إذ دعا فيها إلى مفاهيم قديمة مثل قوة الشفاء من الطبيعة.
على النقيض من برنارد، رأى كانون أن التنظيم الذاتي للجسم هو شرط للظهور التطوري للذكاء وممارسته، ووضع الفكرة في سياق سياسي: «ما الذي يتوافق في الأمة مع البيئة الداخلية للجسم؟ ويبدو أن أقرب مثال النظام المعقد لإنتاج وتوزيع البضائع». واقترح، قياسًا على قدرة الجسم على حفظ الاستقرار الداخلي، أن المجتمع يجب أن يحافظ على نفسه ببيروقراطية تكنوقراطية، «بيوقراطية».
أُشير إلى أن فكرة الوسط الداخلي أرشدت نوربرت إلى فكرة علم التحكم الآلي والتغذية الراجعة السلبية التي تخلق التنظيم الذاتي في الجهاز العصبي وفي الآلات غير الحية، وأن «علم التحكم الآلي اليوم، الذي مثّل إضفاءً للطابع الرسمي على فرضية الثبات لبرنارد، ينظر إليه على أنه أحد السوابق الضرورية للعلوم المعرفية المعاصرة».

### الاستقبال المبكر
جرى تجاهل فكرة برنارد في البداية في القرن التاسع عشر. حدث هذا على الرغم من تكريم برنارد بشكل كبير باعتباره مؤسس علم وظائف الأعضاء الحديث (حظي بأول جنازة رسمية فرنسية لعالم). ولا تذكر طبعة عام 1911 من الموسوعة البريطانية فكرة برنارد. أصبحت أفكاره عن الوسط الداخلي محورية لفهم علم وظائف الأعضاء في الجزء المبكر من القرن العشرين. حصلت أفكاره على الاعتراف والمكانة بفضل جوزيف باركروفت ولورانس هندرسون ووالتر كانون. تشير الطبعة الخامسة عشرة الحالية من الموسوعة إلى أنها أهم فكرة لبرنارد.